# Kotalompolo, Norrbotten
Kotalompolo är en sjö i Pajala kommun i Norrbotten och ingår i Kalixälvens huvudavrinningsområde.